# 1987 UW1
1987 UW1 är en asteroid i huvudbältet som upptäcktes den 28 oktober 1987 av de båda japanska astronomerna Seiji Ueda och Hiroshi Kaneda i Kushiro.
Asteroiden har en diameter på ungefär 5 kilometer.